# Kandangtepus
Kandangtepus ook Kandang Tepus is een plaats en een bestuurslaag (desa) op het 4de niveau (kelurahan/desa). Kandangtepus ligt in het onderdistrict (kecamatan) Senduro van het regentschap Lumajang in de provincie Oost-Java, Indonesië. Kandangtepus telt 8.041 inwoners (volkstelling 2010).
Het noordwesten van Kandangtepus ligt in het Nationaal park Bromo Tengger Semeru.
Kandangtepus staat bekend als het centrum van de bananenproductie van Mas Kirana.